# Résolution 1807 du Conseil de sécurité des Nations unies
Membres permanents
- Chine
- États-Unis
- France
- Royaume-Uni
- Russie

Membres non permanents
- Afrique du Sud
- Burkina Faso
- Belgique
- Costa Rica
- Croatie
- Indonésie
- Italie
- Libye
- Panama
- Viet Nam

Résolution no 1806 Résolution no 1808
La résolution 1807 du Conseil de sécurité des Nations Unies, adoptée à l’unanimité le 31 mars 2008, a renouvelé et étendu le régime de sanctions du Conseil de sécurité s'appliquant à la situation dans l'est de la République démocratique du Congo.

## Résolution
Le Conseil de sécurité, condamnant la poursuite des flux illicites d'armes à l'intérieur et à destination de la République démocratique du Congo, a décidé ce matin de prolonger et d'ajuster l'embargo sur les armes et le régime de sanctions connexe concernant le pays jusqu'au 31 décembre.
Le régime prévoit un embargo sur les armes contre les groupes armés du pays qui ne font pas partie des unités intégrées de l'armée ou de la police du Gouvernement, ainsi qu'une interdiction de voyager et un gel des avoirs pour ceux qui violent l'embargo, comme le prévoient les résolutions 1493 (2003), 1596 (2005), 1698 (2006) et 1771 (2007). 
Adoptant à l'unanimité la résolution 1807 (2008) et agissant en vertu du Chapitre VII de la Charte des Nations Unies, le Conseil a également prorogé le mandat du Groupe d'experts créé par la résolution 1771 (2007) concernant le suivi de l'application des sanctions, tout en réitérant sa grave préoccupation face à la présence de groupes armés et de milices dans l'est de la République démocratique du Congo, en particulier dans les provinces du Nord-Kivu et du Sud-Kivu et dans le district de l'Ituri.
Mettant fin à une mesure selon laquelle les expéditions autorisées d’armes et de matériel connexe ne devraient être effectuées qu’à destination des sites désignés par le Gouvernement, le Conseil a décidé que tous les États devaient notifier à l’avance au Comité créé par la résolution 1533 (2004) – un comité des sanctions – toute expédition d’armes et de matériel connexe ou toute fourniture d’assistance à la République démocratique du Congo, soulignant l’importance de fournir toutes les informations pertinentes, telles que l’utilisateur final, la date de livraison prévue et l’itinéraire des expéditions.
D’autres mesures de la résolution prévoient notamment l’obligation pour le Gouvernement de la République démocratique du Congo et les régions limitrophes de l’Ituri et du Kivu de prendre les mesures nécessaires pour renforcer les contrôles douaniers le long des frontières de ces régions et les États voisins, ainsi que des restrictions de voyage et le gel des avoirs des personnes ou entités désignées par le Comité des sanctions.
Le comité des sanctions voit également sa compétence étendue aux interdictions de voyager, au gel des avoirs, aux interdictions de transport et aux contrôles douaniers,.
Le Conseil réexaminera les mesures énoncées dans la résolution le moment venu, et au plus tard le 31 décembre, à la lumière de la consolidation de la situation sécuritaire, en particulier des progrès réalisés dans la réforme du secteur de la sécurité et dans les processus de désarmement, de démobilisation, de rapatriement, de réinstallation et de réintégration des groupes armés congolais et étrangers. 

## Voir également
- Guerre du Kivu
- Conflit d'Ituri
- Sanctions internationales
- Liste des résolutions du Conseil de sécurité des Nations unies sur la République démocratique du Congo